# Susan Cooper
Susan Cooper (Burnham, Buckinghamshire, 21 de maio de 1935) é uma escritora britânica radicada nos Estados Unidos da América, mais conhecida pela série de livros juvenis The Dark Is Rising.
Cooper é viúva do ator Hume Cronyn.

## Trabalhos

### Sequências deThe Dark Is Rising
- Over Sea, Under Stone (1965)
- The Dark Is Rising (1973)
- Greenwitch (1974)
- The Grey King (1975)
- Silver on the Tree (1977)

### Outras novelas
- Mandrake (1964)
- Dawn of Fear (1970)
- Seaward (1983)
- The Boggart (1993)
- The Boggart and the Monster (1997)
- King of Shadows (1998)
- Green Boy (2002)
- Victory (June 2006)

### Juvenis
- Jethro and the Jumbie (1979)
- The Silver Cow (1983)
- The Selkie Girl (1986)
- Matthew's Dragon (1991)
- Tam Lin (1991)
- Danny and the Kings (1993)
- Frog (2002)
- The Magician's Boy (February 2005)

Cooper também escreveu roteiros para cinema e televisão.

## Premiações
- Newbery Honor, citação por The Dark Is Rising (1974)
- Newbery Medal, por The Grey King (1976)
- Tir na n-Og Awards, por The Grey King (1976)
- Tir na n-Og Awards, por Silver on the Tree (1978)
- Janusz Korczak Literary Prize, por Seaward (1989)